# کم‌انگشتی
داشتن کمتر از پنج انگشت بر روی دست یا پا در انسان را کَم‌اَنگُشتی (انگلیسی: Oligodactyly) می‌گویند. این وضعیت پزشکی بسیار نادر است و معمولاً یک علت ژنتیکی یا خانوادگی دارد. کم‌انگشتی متضاد وضعیت دیگری است به نام پُرانگشتی.
کم‌انگشتی گاهی نشانه یا نشانگان چندین سندرم از جمله نشانگان پولند و سندرم ویر اولنار ری است. کم‌انگشتی یکی از انواع دُش‌اندامی (دیسملیا) به‌شمار می‌آید. مورد شدیدی از کم‌انگشتی نیز وجود دارد که دست خرچنگی نامیده می‌شود که شکلی شکافته به دست یا پا می‌دهد.
افراد کم‌انگشت اغلب از انگشت‌های کمتری که دارند استفاده کامل می‌کنند و به خوبی با شرایط خود سازگار می‌شوند. آن‌ها در فعالیت‌های روزانه خود مانع زیادی تجربه نمی‌کنند. حتی آنهایی که شدیدترین شکل‌ها را دارند به کارهایی می‌پردازند که نیاز به کنترل دقیق دارند، مانند نوشتن و کفش‌دوزی و همچنین مشاغلی چون راننده تاکسی. موارد کم‌انگشتی در مردم شمال زیمبابوه نسبتاً زیادتر دیده می‌شود.